# Concurso Felinas
Concurso Felinas foi um concurso anual de beleza idealizado por Clelia Silva mais conhecida como "Cléo Silva", responsável pela coordenação do Concurso das Felinas, Pelo concurso já passaram diversas capas de revistas masculinas, como Bruna Ferraz, Helen Ganzarolli, Paula Melissa e Danielle Souza, por exemplo. As ganhadoras do concurso também são cobiçadas pela indústria do cinema pornográfico, como por exemplo o caso da produtora Sexxxy World, que contratou a vencedora Paula Galvão, que aceitou participar da produção "A Felina no Pornô" (2009).

## Ganhadoras
- 2000 - Ana Paula Teodoro[1][4]
- 2001 - Vanessa Ribeiro
- 2002 - Maria Melillo[5][6][7][8][9][10][11]
- 2003 - Danielle Souza[12] (vice: Antonela Avellaneda[13][14][15][16][17][18][19])
- 2005 - Paula Magalhães[20]
- 2008 - Paula Galvão

## Outras participantes
- Ana Paula Xavier[21]
- Maíra Talala[22]
- Vanessa Lombardi[23][24]
- Viviane Castro[25]